# Farol da Mama
O farol da Mama, marca da Mama ou Mama Sul é um farol português que se localiza na Serra de Carnaxide, Município de Oeiras, Distrito de Lisboa, a cerca de 4 km a NE (nordeste) do Farol do Esteiro.
O farol consiste num monumento branco com três pés, estando a lanterna instalada numa plataforma a 10 metros de altura.
Juntamente com o Farol da Gibalta e o Farol do Esteiro, constitui o enfiamento sul da Barra de Lisboa.
A Marca da Mama, já existente em 1857 era inicialmente cega e constitui a marca posterior da Barra Sul do Porto de Lisboa.
Foi iluminada em 1995 com uma lanterna direccional Tideland RL 355. Alcance actual: 21 milhas.